# Gondola no Uta
Gondola no Uta (ゴンドラの唄, "La cançó de la gòndola") és una balada romàntica del 1915 que va ser molt popular al període Taishō al Japó. La lletra la va escriure Isamu Yoshii, i la música, Shinpei Nakayama. La lletra de la cançó es presenta com el consell d'una persona experimentada a les ànimes més joves sobre la naturalesa efímera de la joventut i la precaució per no perdre les oportunitats dels joves quan estiguin disponibles i abans que hagin passat amb l'edat.

## Lletra
| Lletra en Kanji i Hiragana: いのち短し 恋せよ少女 朱き唇 褪せぬ間に 熱き血潮の 冷えぬ間に 明日の月日の ないものを いのち短し 恋せよ少女 いざ手をとりて 彼の舟に いざ燃ゆる頬を 君が頬に ここには誰れも 来ぬものを いのち短し 恋せよ少女 波に漂う 舟の様に 君が柔手を 我が肩に ここには人目も 無いものを いのち短し 恋せよ少女 黒髪の色 褪せぬ間に 心のほのお 消えぬ間に 今日はふたたび 来ぬものを | En rōmaji: inochi mijikashi koi seyo otome akaki kuchibiru asenu ma ni atsuki chishio no hienu ma ni asu no tsukihi no nai mono wo inochi mijikashi koi seyo otome iza te wo torite ka no fune ni iza moyuru ho wo kimiga ho ni koko ni wa dare mo konu mono wo inochi mijikashi koi seyo otome nami ni tadayou fune no yo ni kimiga yawate wo waga kata ni koko niwa hitome mo nai mono wo inochi mijikashi koi seyo otome kurokami no iro asenu ma ni kokoro no honoo kienu ma ni kyou wa futatabi konu mono wo | En català: La vida és breu. Enamoreu-vos, donzelles abans que la floració carmesí s'esvaeixi dels vostres llavis abans que les marees de passió es refredin dins vostre perquè el demà no existeix, al capdavall La vida és breu Enamoreu-vos, donzelles abans que les seves mans s'enduguin el seu vaixell abans que el rubor s'esvaeixi de les galtes perquè no hi ha una persona que no vingui cap aquí La vida és breu Enamoreu-vos, donzelles abans que el vaixell s'allunyi muntat a les onades abans que la mà recolzada a la teva espatlla es torni fràgil perquè aquí no hi hi arriba la vista dels altres La vida és breu Enamoreu-vos, donzelles abans que el negre lluent de les trenes comenci a esvair-se abans que la flama dels vostres cors Parpellegi i mori Perquè l'avui, un cop passat, No tornarà mai més |

## Música
La música està escrita en un compàs de tres per quatre, com un vals melangiós en una tonalitat major tocada amb un metre lent. La seva estructura està escrita per acompanyar quatre estrofes poètiques on els dos primers versos de cada estrofa serveixen de tornada al llarg de tota la cançó.

## En la cultura popular
Es va utilitzar com a tema principal a la pel·lícula Ikiru d'Akira Kurosawa de 1952. El protagonista malalt terminal, interpretat per Takashi Shimura, canta inicialment aquesta balada romàntica com a expressió de pèrdua, i al final amb una gran satisfacció. La seva darrera interpretació de la cançó ha estat qualificada d'"icònica".
També es fa referència a la cançó al manga japonès titulat Fushigi Yūgi Genbu Kaiden.
Aquesta música també s'utilitza en un drama japonès titulat "Haikei Chichiue sama".
La cançó es canta a la pel·lícula de Clemens Klopfensteins, "Macao" (1988).
La cançó també es va utilitzar al programa de televisió japonès titulat Otomen .
La línia "enamoreu-vos donzelles" (koi seyo otome) s'utilitza com a subtítol del videojoc "Sakura Wars 4".
De la cançó, la frase "La vida és curta, enamoreu-vos donzelles. . ." (Inochi mijikashi, koi seyo otome...) va tornar a guanyar certa popularitat durant la dècada de 1990 al Japó. Especialment la frase "Koi Seyo Otome" s'ha utilitzat com a títol per a diverses cançons i una série dramàtica o drama de televisió japonès (dorama).
A la sèrie d'anime "Kirby: Right Back at Ya!", Episodi 42, el rei Dedede canta una versió de la famosa frase "La vida és curta, enamoreu-vos donzelles. . ." (Inochi mijikashi, koi seyo otome...) però substitueix " otome " pel seu propi nom, "Dedede". Canta aquesta cançó en un gronxador que va construir semblant al de la pel·lícula. No obstant això, només es troba a l'àudio original i no es va traduir.
La lletra de la cançó es va utilitzar a la novel·la "Boogiepop and Others", com a leitmotiv de Kamikishiro Naoko, un dels personatges.
A l'anime "Kitsutsuki Tanteidokoro" (Woodpecker Detective Office), la cançó va ser recreada pel grup "Now On Air" amb lletres similars.
Al joc "Bungou to Alchemist" Yoshii Isamu (basat en el poeta de la vida real que va escriure la lletra de la cançó) recita la famosa frase: "La vida és curta, enamoreu-vos de les donzelles…" (Inochi mijikashi, koi seyo otome…) com una de les línies d'inici de sessió que es reprodueix quan un jugador inicia sessió al joc.